# Die Mädchenfalle – Der Tod kommt online

Die Mädchenfalle – Der Tod kommt online est un thriller télévisuel allemand réalisé en 1997. Il est diffusé pour la première fois le 18 février 1998 sur RTL Television. Les principaux rôles sont occupés par Alexandra Maria Lara et Thomas Kretschmann. Le téléfilm est réalisé par Peter Ily Huemer ; la société de production exécutive est Zeitsprung Film en collaboration avec RTL.